# Бегази (могильник)
48°15′57″ пн. ш. 75°20′32″ сх. д. / 48.2658° пн. ш. 75.3421° сх. д.
Могильник Бегази — група поховань вождів племен та релігійних діячів кінця бронзового віку, розташованих за 40 км на південний схід від села Актогай Актогайського району Карагандинської області Казахстану, на північному сході кладовища Бегази.

## Історія
У 1947 та 1952 роках досліджувався Центральноказахстанською археологічною експедицією (керівник А. Х. Маргулан). Складається з 6 огороджених курганів. Споруди схожі одна на одну, але відрізняються за розміром. Зовнішні розміри від 4 × 4 м до 9,6 × 9,6 м, квадратної форми, об'єм похоронної камери від 2,2 × 2,2 м до 6 × 6 м. З обох боків обшиті великими плоскими каменями. Усередині комплексу є 2 могили, які відрізняються вражаючими розмірами. Висота плоских каменів, якими обшиті зовнішні огородження, складає 2,5 м. Могили розділені на кілька частин. Одна сторона для померлого, друга має три опорні стійки у вигляді полиці — для різних предметів та продуктів. Знайдено бронзові наконечники копій, кам'яний кетмень, кам'яний молоток, чотири глечики та кістки марала, архара, гірського козла. Є місце, де спалювали останки померлого. Глечики, знайдені в комплексі Бегази, відрізняються від глечиків андроновської культури за формою та зовнішнім виглядом. Шпильки, голки, намисто, кам'яна точила, узорчасті та гладкі трубки з кісток, три бронзові наконечники для стріл свідчать про те, що комплекс Бегази був збудований в 9-8 століттях до н. е.
Мавзолейні споруди Бегази в Карагандинській області претендують на включення до списку Світової спадщини ЮНЕСКО.